# Іст-Тюлері-Вілла (Каліфорнія)
Іст-Тюлері-Вілла (англ. East Tulare Villa) — переписна місцевість (CDP) в США, в окрузі Туларе штату Каліфорнія. Населення — 773 особи (2020).

## Географія
Іст-Тюлері-Вілла розташований за координатами 36°12′13″ пн. ш. 119°16′56″ зх. д. / 36.20361° пн. ш. 119.28222° зх. д. (36.203560, -119.282169).  За даними Бюро перепису населення США в 2010 році переписна місцевість мала площу 1,25 км², уся площа — суходіл.

## Демографія
Згідно з переписом 2010 року, у переписній місцевості мешкало 778 осіб у 208 домогосподарствах у складі 179 родин. Густота населення становила 623 особи/км².  Було 218 помешкань (175/км²).
Расовий склад населення:
| - 63,1 % — білих - 1,3 % — азіатів - 1,2 % — чорних або афроамериканців - 0,8 % — корінних американців - 29,0 % — осіб інших рас |

До двох чи більше рас належало 4,6 %. Частка іспаномовних становила 55,0 % від усіх жителів.
За віковим діапазоном населення розподілялося таким чином: 33,2 % — особи молодші 18 років, 59,3 % — особи у віці 18—64 років, 7,5 % — особи у віці 65 років та старші. Медіана віку мешканця становила 32,1 року. На 100 осіб жіночої статі у переписній місцевості припадало 102,1 чоловіків;  на 100 жінок у віці від 18 років та старших — 102,3 чоловіків також старших 18 років.
Середній дохід на одне домашнє господарство  становив 54 531 долар США (медіана — 50 163), а середній дохід на одну сім'ю — 54 755 доларів (медіана — 50 435). За межею бідності перебувало 23,9 % осіб, у тому числі 38,9 % дітей у віці до 18 років та 3,1 % осіб у віці 65 років та старших.
Цивільне працевлаштоване населення становило 295 осіб. Основні галузі зайнятості: виробництво — 30,5 %, сільське господарство, лісництво, риболовля — 18,0 %, роздрібна торгівля — 16,9 %.